# Valná hromada
Valná hromada je časté označení nejvyššího orgánu obchodní společnosti či jiné právnické osoby korporačního typu, který dělá nejdůležitější rozhodnutí. Schází se v různých intervalech, určených stanovami nebo zakladatelskou listinou. Může ji také svolat statutární orgán (výbor, představenstvo) při důležitých událostech. Právo účastnit se jí mají členové společnosti, resp. akcionáři (tedy vlastníci).
Valnou hromadu v Česku, dle zákona o obchodních korporacích vytváří společnost s ručením omezeným a akciová společnost. Schází se alespoň jednou za rok.

## Pravomoci
Jsou upraveny stanovami a právními předpisy (u obchodních společností zákonem o obchodních korporacích). Jelikož je nejvyšším orgánem, může rozhodovat o všech záležitostech společnosti, například o obsahu a změně stanov společnosti, schválení účetní závěrky, rozdělení zisku, zrušení společnosti nebo její vnitřní organizaci.

## Způsob volby
Hlasují přítomní členové, kteří mohou mít rozdílný počet hlasů, podle druhu jejich členství, vlastnictví a typu akcií apod. Mohou se shodnout jednohlasně či většinově, podle toho o jakou záležitost se jedná a jak toto hlasování upravují pravidla společnosti.